# Anna Catasta
Anna Catasta (ur. 6 maja 1952 w Genui) – włoska polityk i działaczka związkowa, posłanka do Parlamentu Europejskiego III kadencji.

## Życiorys
Urodziła się w Genui, lecz w dzieciństwie przeniosła się z rodziną do Mediolanu. Kształciła się w zawodzie nauczycielki, ukończyła studia z literatury współczesnej na Uniwersytecie w Mediolanie. W latach 70. zaangażowała się w lewicowy ruch studencki, pracowała w przedsiębiorstwie Argon Service. Od 1975 kierowała oddziałem Włoskiej Powszechnej Konfederacji Pracy w dzielnicy San Siro, od 1981 do 1989 zasiadała w sekretariacie izby pracy w Mediolanie (jako druga kobieta w historii). Publikowała także artykuły w różnych gazetach.
Zaangażowała się w działalność Włoskiej Partii Komunistycznej (w 1991 przekształconej w Demokratyczną Partię Lewicy). W 1989 zdobyła mandat posłanki do Parlamentu Europejskiego. Przystąpiła początkowo do Grupy Zjednoczonej Lewicy Europejskiej, w styczniu 1993 przeszła do grupy socjalistycznej (podobnie jak reszta członków jej ugrupowania). Należała m.in. do Komisji ds. Socjalnych, Zatrudnienia i Środowiska Pracy oraz Komisji ds. Praw Kobiet. W 1994 założyła stowarzyszenie Centro di iniziativa europea, zajmujące się doradztwem ds. europejskich. Weszła także w skład regionalnych władz Partii Demokratycznej (powołanej w 2007 kontynuatorki jej poprzednich partii).